# بردة (الصومعة)

تعديل مصدري - تعديل

بردة هي إحدى قرى عزلة ال سعيد بمديرية الصومعة التابعة لمحافظة البيضاء، بلغ تعداد سكانها 185 نسمة حسب تعداد اليمن لعام 2004.